# A narração de Filectas
A narração de Filectas ("Il racconto di Fileta") è un dipinto a olio su tela dell'artista brasiliano Rodolfo Amoedo, realizzato nel 1887 e oggi esposto al museo nazionale delle belle arti di Rio de Janeiro.

## Descrizione
L'opera è tratta dal romanzo Le avventure pastorali di Dafni e Cloe, scritto nel III secolo d.C. da Longo Sofista. Nel secondo libro dell'opera, Dafni e Cloe incontrano un vecchio pastore di nome Fileta, il quale racconta loro di come abbia avuto una visione del dio Eros, il quale gli aveva parlato della coppia di pastorelli. Il quadro ritrae i due giovani mentre ascoltano il racconto di Fileta, rappresentato come un vecchio seminudo con un bastone in mano, in un ambiente naturale. Sullo sfondo si trova un'erma.
In questo quadro Amoedo mette a paragone la giovinezza e la vecchiaia, la vita e la morte. Eccetto per i toni della carne rosea dei personaggi, i colori sono per lo più cupi, come si vede dalle foglie sparse al suolo e dalle rocce coperte di muschio. Amoedo mette in contrasto la figura del giovane Dafni, bello e flessuoso, sdraiato su una roccia, con quella del vecchio dalla carne flaccida e pallida. Dietro i due giovani si trovano dei fiori che sbiadiscono mano a mano che si avvicinano a Fileta.

## Accoglienza
Quando l'opera venne esposta all'esposizione del 1888, l'accoglienza fu mista: alcuni critici, infatti, criticarono Rodolfo Amoedo per aver dato al vecchio pastore un colore di pelle che era "lo stesso delle modelle che si spogliano solo davanti agli artisti". Nel 1929, Gonzaga Duque pubblicò una critica della tela nella quale affermava che A narração de Filectas costituiva un punto di svolta nella produzione artistica dell'artista, destinata a diventare meno emotiva come ispirazione ma migliore nella tecnica.